# Opius caesus
Opius caesus är en stekelart som beskrevs av Alexander Henry Haliday 1837. Opius caesus ingår i släktet Opius och familjen bracksteklar. Arten är reproducerande i Sverige. Inga underarter finns listade i Catalogue of Life.